# Vardenut
Vardenut (en arménien Վարդենուտ ; anciennement Shirakala) est une communauté rurale du marz d'Aragatsotn, en Arménie. Elle compte 868 habitants en 2009.